# Nasu Lar
Nasu Lar ist eine der indonesischen Kei-Inseln.

## Geographie
Nasu Lar liegt in einer Bucht an der Westküste von Kei Besar.
Nasu Lar gehört zum Distrikt (Kecamatan) Kei Besar Selatan  des Regierungsbezirks (Kabupaten) der Südostmolukken (Maluku Tenggara). Dieser gehört zur indonesischen Provinz Maluku.